# Ucraina la Concursul Muzical Eurovision Junior 2011
Ucraina va fi reprezentată de câștigătorul Selecției Naționale.

## Selecția Națională
Selecția Națională s-a desfășurat pe 31 iulie 2011. 20 de muzici se luptă pentru a reprezenta Ucraina la Concursul Muzical Eurovision Junior.

### Rezultate
| #  | Artist                   | Cântec                  | Puncte |
| -- | ------------------------ | ----------------------- | ------ |
| 1  | Kristall                 | Evropa                  | 20     |
| 2  | Viktoriya Kobzar         | Charivna nich           | 15     |
| 3  | Marta Kvochak            | Schastya                | 13     |
| 4  | Milashky                 | Internet i chat         | 10     |
| 5  | Fleshki                  | OK!                     | 9      |
| 5  | Hrystyna Dudchak         | Oy, Molfare, charodiyu! | 9      |
| 5  | Tamara Lohvinova         | Ya koxayu tebe          | 9      |
| 8  | Olga Kovalska            | Z dnem narodzhennya     | 8      |
| 9  | Diana Miroshnychenko     | Za gori, hey!           | 7      |
| 9  | Nicola Zanderey          | Futbol                  | 7      |
| 11 | Amanda Koenig            | Hip-hop                 | 6      |
| 12 | Anastasiya Kalynova      | Bravo, bravo, Mr. Bond  | 5      |
| 13 | Anton Mykhailyuk         | Prokintes lyudi         | 3      |
| 13 | Nicoletta Petryuk        | Kol’oroviy dosch        | 3      |
| 15 | Anastasiya Shevchenko    | Chobitki                | 2      |
| 15 | Karina Mazurk            | Morska zirka            | 2      |
| 15 | Li                       | Koroleva Disko          | 2      |
| 15 | Mariana Scherbak         | Chudova podorzh         | 2      |
| 15 | Olena Nasyenkova         | Popelyushka             | 2      |
| 15 | Uncle Slava & Inna Riche | Diskoteka na seli       | 2      |